# 8-битна боја
8-битна графика у боји је метода чувања информација о слици у меморији рачунара или у сликовној датотеци, тако да је сваки пиксел представљен са 8-бита (1 бајт ). Максималан број боја које се могу приказати у било ком тренутку је 256 или 28 .

## Квантизација боја
Да би се 24-битна слика праве боје претворила у 8-битну слику, слика мора проћи кроз процес који се назива квантизација боја. Квантизација боја је процес у коме се од слике веће густине боја креира мапа боја за слику чија је густина боја мања.

Најједноставнији облик квантизације је једноставно доделити 3 бита црвеној, 3 бита зеленој и 2 бита плавој, пошто је људско око мање осетљиво на плаво светло. Ово ствара такозвану 3-3-2 8-битну слику у боји, распоређену као у следећој табели:
```
Bit 7 6 5 4 3 2 1 0
Data R R R G G G B B
```

Овај процес је субоптималан. Могу постојати различите групе боја које чине равномерно распоређивање боја неефикасним и вероватно ће погрешно приказати стварну слику. Алтернативни приступ је коришћење палете, са сваким од 256 могућих индекса који указују на већи простор боја (нпр. 256 боја изабраних од 4096). Пошто мапа боја не мора да садржи све боје и само треба да прецизно представља слику са већом густином боја, произвољна боја се може доделити сваком од 256 доступних индекса боја на мапи.
Популарни приступи за креирање ових мапа (такође познатих као палете) укључују алгоритам популарности који бира 256 најчешћих боја и креира мапу од њих. Тачнији алгоритам средњег резања прибегава и дели боје да би пронашао медијану различитих група боја, што резултира прецизнијом коначном мапом боја. 

## Употреба
Због мале количине меморије и резултирајућих већих брзина 8-битних слика у боји, 8-битна боја је била уобичајена основа за развој рачунарске графике све док више меморије и веће брзине процесора нису постале лако доступне потрошачима. 8-битна боја је коришћена у многим различитим апликацијама укључујући: 
- МСКС2 серија персоналних рачунара
- Узебокс конзола
- Атари Фалкон
- НТСЦ верзија Атари ГТИА
- Тики 100 лични рачунар (ограничен на 16 симултаних приказа у боји)
- Рачунар Истраживачких машина 380З опремљен графичком плочом високе резолуције.
- Носиви ОС паметни сатови са амбијенталним екранима
- Многи скенери користе 8-битну сиву скалу као стандард

Најважније је да ВГА стандард за графички интерфејс користи 8-битну боју. Развијен 1987. од стране ИБМ-а, ВГА интерфејс је подржавао максималну резолуцију од 640к480 пиксела. Многи различити типови слика као што су ГИФ и ТИФ користе 8-битни систем боја за складиштење података.
Иако је сада застарело за већину потрошачких апликација, 8-битно кодирање боја и даље може бити корисно у системима за обраду слика са ограниченим пропусним опсегом података или меморијским капацитетом. На пример, оба ровера за истраживање Марса су користила 8-битни формат сивих тонова за навигацију. 

## Проблеми
Због природе 8-битног система, већина слика има различите мапе боја. Пошто 8-битни екран у боји не може истовремено да прикаже две слике са различитим мапама боја, обично је немогуће приказати две различите 8-битне слике на истом таквом екрану у исто време. У пракси, да би се избегао овај проблем, већина слика не користи пун опсег од 256 боја. Још један проблем настаје када се врши обрада слике: кад год се две слике са различитим мапама боја додају једна другој, резултујућа слика мора да има креирану нову мапу боја, што значи да се мора десити још једна операција квантизације, чинећи резултујућу слику несавршеном верзијом очекиваног резултата. 
Тренутно, већина графичког хардвера ради са 24-битном или 32-битном правом бојом  (24-битна прва боја и 8-битни алфа канал ). Међутим, неки софтвери за удаљену радну површину ( виртуелно мрежно рачунарство, протокол за удаљену радну површину) могу да пређу на 8-битну боју како би сачували пропусни опсег . Уз упоредну ниску цену и велике брзине модерних рачунара, нека монтажа слика се чак врши у сировом формату са било којим од 12 до 14 бита сваког од пиксела сензора слике камере како би се избегло смањење квалитета слике током уређивања. 